# Groß-Seitel
Das Groß-Seitel war ein Wiener Flüssigkeitsmaß für Wein, Weinbrand und andere alkoholische Getränke.
- 1 Groß-Seitel = 1 ½ Seitel = 3 Pfiff
  - 1 Seitel = 2 Pfiff = ¼ Maß = 17,83505 Pariser Kubikzoll = 0,353783 Liter[1]